# Ems- und Wesermarschen
Die Ems- und Wesermarschen (auch Naturraum 61 bzw. D25) sind eine naturräumliche Einheit im nordwestlichen Deutschland. Sie gehören zur naturräumlichen Haupteinheitengruppe der Norddeutschen Marschen (D2) innerhalb des Norddeutschen Tieflands.

## Lage
Die Ems- und Wesermarschen erstrecken sich entlang der unteren Ems und Weser in Niedersachsen sowie in Teilen der Stadtstaaten Bremen und Bremerhaven. Im Westen grenzen sie an die niederländischen Marschgebiete, im Osten an die Untere Elbeniederung (Elbmarsch, D24). Südlich schließen sich die Geestrandzonen der Niedersächsischen Geest an, insbesondere die Ems-Hunte-Geest und die Stader Geest.
Wichtige Orte in diesem Naturraum sind unter anderem Emden, Leer, Wilhelmshaven, Bremerhaven und Nordenham.

## Geologie und Landschaftscharakter
Die Ems- und Wesermarschen sind durch junge, holozäne Sedimente geprägt, die in Folge von Sturmfluten, tidebedingten Überflutungen und Flussablagerungen entstanden. Es handelt sich um typische Kleimarschen mit hohem Grundwasserstand und geringer Reliefenergie. Die Landschaft wurde über Jahrhunderte hinweg durch Eindeichung, Entwässerung und Melioration stark verändert und landwirtschaftlich nutzbar gemacht.
Im Übergangsbereich zur offenen Nordsee befinden sich ausgedehnte Wattflächen, Salzwiesen und Prielgebiete, die einen hohen ökologischen Wert besitzen.

## Klima
Die Region liegt im Übergangsbereich zwischen dem ozeanischen Klima der Nordseeküste und dem gemäßigten Binnenklima. Typisch sind milde Winter, kühle Sommer und relativ hohe Jahresniederschläge (700–900 mm), die sich über das gesamte Jahr verteilen.

## Landnutzung
Die Ems- und Wesermarschen sind vorwiegend landwirtschaftlich geprägt. Aufgrund der fruchtbaren Marschböden dominieren Grünland zur Milchwirtschaft und Viehhaltung, teils auch Ackerbau. Größere Hafenstandorte wie Emden, Wilhelmshaven und Bremerhaven bilden industrielle und logistische Schwerpunkte.

## Naturschutz
Große Teile der Außendeichsbereiche der Marschen gehören zum Nationalpark Niedersächsisches Wattenmeer, der Bestandteil des UNESCO-Weltnaturerbes „Wattenmeer“ ist. Darüber hinaus sind viele Salzwiesen und Feuchtgebiete als Natura-2000-Gebiete, Ramsar-Gebiete oder EU-Vogelschutzgebiete ausgewiesen. Sie dienen zahlreichen Zugvogelarten als Rast- und Brutplätze.

## Abgrenzung
Die naturräumliche Gliederung Deutschlands gemäß dem Handbuch der naturräumlichen Gliederung Deutschlands (Blatt 1–9) weist die Ems- und Wesermarschen als Einheit 61 (D25) innerhalb der übergeordneten Einheit D2 (Norddeutsche Marschen) aus. Ihre Nachbareinheiten sind:
- Untere Elbeniederung (Elbmarsch, D24)
- Schleswig-Holsteinische Marschen (D21)
- Niedersächsische Geest (D3)
- Niederländische Küstenmarschen (nicht Teil der deutschen Gliederung)